# Artrită reumatoidă
Artrita reumatoidă este o boală autoimună în care sunt afectate articulațiile. Aceasta apare ca urmare a producerii de către sistemul imunitar a unor anticorpi care atacă propriile țesuturi, ceea ce duce la inflamarea articulațiilor și ulterior a cartilajelor, tendoanelor, mușchilor, ligamentelor și oaselor. Etiologia bolii nu este cunoscută clar, însă se crede că aceasta apare ca urmare a combinației dintre factorii genetici și de mediu.
Tratamentul acestei afecțiuni are ca scop reducerea durerii și a fenomenelor inflamatorii, pentru a îmbunătăți viața pacientului. Tratamentul medicamentos este adesea simptomatic și include analgezice, steroizi și AINS. Medicamentele antireumatice modificatoare ale bolii sau DMARD (engleză Disease-modifying antirheumatic drugs) sunt o clasă de medicamente care ajută la încetinirea progresiei bolii (exemple includ hidroxiclorochină, auranofin și metotrexat).